# Гас Джонсон
Гас Джонсон (англ. Gus Johnson); 15 листопада 1913, Тайлер, Техас — 6 лютого 2000, Денвер, Колорадо) — американський джазовий ударник.

## Біографія
Народився 15 листопада 1913 року в Тайлері, штат Техас. Починав грати на фортепіано, після чого перейшов на бас і барабани. У віці 10 років у Далласі почав виступати професійно у театрі Лінкольн в Х'юстоні. Пізніше грав з гуртом McDavid's Blue Rhythm Boys і Ллойдом Гантером.
Переїхав у Канзас-Сіті після закінчення середньої школи, де грав на барабанах (іноді на басу) у вокальному квартеті the Four Rhythm Aces. З 1935 року виступав з різними колективами, доки у 1938 році приєднався до оркестру Джея Мак-Шенна (з яким виступав до 1943 року, коли вирушив на службу в армію). Після закінчення служби грав у Нью-Йорку з Джессі Міллером, Едді «Клінгед» Вінсоном, Ерлом Гайнсом і Куті Вільямсом. У 1948 році приєднався до Каунта Бейсі (однак грав декілька тижнів і був замінений на Бутча Болларда). У 1949 році знову приєднався до Бейсі (спочатку до комбо, а потім увійшов до складу його нового оркестру).
Через п'ять років Джонсон був змушений залишити окрестр через апендицит (Бейсі замінив його на Сонні Пейна). Пізніше він повернувся до музики, працював з Леною Горн і в складі тріо Елли Фіцджеральд (з 1957). У ці роки Джонсон був дуже популярним сесійним музикантом, записувався з Вуді Германом (1959), Бак Клейтоном, Зутом Сімсом, Елом Коном, Джеррі Малліганом (1962), Ральфом Саттоном, акомпанував Джею Мак-Шенну, Стену Гетцу і гурту the World's Greatest Jazz Band (з 1969). Активно виступав у 1980-х, однак був змушений залишити музику через проблеми зі здоров'ям (мав хворобу Альцгеймера). Джонсон зробив велику кількість записів у ролі сесійного музиканта, однак ніколи не записувався як соліст.
Помер 6 лютого 2000 року у віці 86 років у Денвері, штат Колорадо.